# Frederik Læssøe
Werner Hans Frederik Abrahamson Læssøe (23. september 1811 i København – 25. juli 1850 i Grydeskoven, Hertugdømmet Slesvig[kilde mangler]) var en dansk officer, som især er kendt fra Treårskrigen. Han var søn af grosserer Niels Frederik Læssøe og Margrethe Juliane Signe Læssøe og bror til præsten Kristian Frederik Læssøe, maleren Thorald Læssøe og numismatikeren Ludvig Læssøe.
Læssøe var ved krigsudbruddet 1848 stabschef ved hæroverkommandoen. Deltog i kampene ved Bov, Nybøl og Dybbøl. Efter nederlaget ved Egernførde blev han fjernet fra overkommandoen. Som medlem af general Ryes stab deltog han i Slaget ved Kolding i 1849. Udnævnt til oberst i 1850 og førte 12. bataljon i Slaget på Isted Hede hvor han faldt under angrebet på Grydeskoven. Begravet i Flensborg.
Læssøesgade i både Aarhus og København, samt Læssøegade i Odense og Kolding, er opkaldt efter ham